# Quy tội cho cuộc tấn công Mumbai 2008
Các vụ đổ lỗi cho cuộc tấn công Mumbai năm 2008 là do chính quyền Ấn Độ đưa ra nhằm khẳng định cuộc tấn công do quân dân Lashkar-e-Toiba ở Pakistan tiến hành.

## Quy tội
Một nhóm khủng bố trước đó chưa hề nghe tên là Deccan Mujahideen, một cái tên có ý cho thấy có nguồn gốc từ Ấn Độ, đã lên tiếng nhận trách nhiệm. Tuy nhiên các giới chức Ấn Độ nói tên khủng bố duy nhất còn sống sót và bị giam giữ, là người Pakistan và bày tỏ sự nghi ngờ quốc gia láng giềng có dính líu đến vụ này. Pakistan bác bỏ mọi liên hệ với cuộc tấn công và đòi hỏi những kẻ cáo buộc phải đưa ra bằng chứng.
Theo giới hữu trách Ấn Độ, các tên khủng bố có thể đã đột nhập vào Mumbai trên chiếc tàu đánh cá tìm thấy trôi dạt dọc theo bờ biển với một xác chết bị trói trên tàu. Bọn khủng bố đã dùng xuồng cao su, vào đậu trong bến của một làng đánh cá gần hai khách sạn và trung tâm Do Thái bị tấn công. Người dân nơi đây nghi ngờ và đã hỏi chúng là ai, từ đâu tới. Tuy nhiên bọn này đã mắng chửi họ rồi bỏ đi. Giới truyền thông Ấn Độ cho rằng đây là thành phần thuộc nhóm khủng bố Lashkar-e-Toiba, từ lâu nay vẫn được coi là con đẻ của cơ quan tình báo Pakistan, được thành lập nhằm giúp họ mở cuộc chiến bí mật chống Ấn Độ trong vùng tranh chấp Kashmir.

## Bọn khủng bố được điều động bằng điện thọai
"Chúng tôi bắt được ba người ngoại quốc, kể cả phụ nữ," tên khủng bố nói vào máy điện thoại. Câu trả lời từ đầu kia đã giản dị một cách tàn bạo: "Giết chúng." Người ta nghe thấy tiếng súng nổ bên ngoài khách sạn Mumbai, tiếp theo là tiếng hoan nghênh qua điện thoại.
Cuộc trao đổi tàn bạo này được ghi lại trong bản báo cáo về một điện đàm mà giới hữu trách Ấn Độ đã thu âm được trong cuộc tấn công ở Mumbai năm 2008. Đây là một phần của những bằng chứng mà phía Ấn Độ đã chuyển cho Pakistan vào đầu tháng 1 năm 2009 và cho rằng những dữ kiện đó chứng tỏ rằng cuộc tấn công đã khởi sự từ phía phần đất Pakistan. Thủ tướng Ấn Độ, ông Manmohan Singh, vào thứ ba 6/1 nói ông không tin là bọn khủng bố đã hoạt động đơn độc, và các cơ quan nhà nước Pakistan chắc chắn là đã có dính líu đến cuộc tấn công.
Tập hồ sơ không đề cập đến bất cứ cơ quan nào trong chính phủ Pakistan. Giới hữu trách Pakistan duyệt xét các bằng chứng này nhưng đã bác bỏ lời tố cáo của ông Singh. Thủ tướng Yousuf Raza Gilani cáo buộc Ấn Độ đã mở ra "một trận chiến truyền thông và ngoại giao nhắm vào Pakistan."
"Điều này rõ ràng không giúp cho có được một cuộc điều tra kỹ càng và vô tư cũng như tạo thêm căng thẳng không cần thiết trong vùng Nam Á. Những gì đã chính thức nhận được từ Ấn Độ là một số tin tức. Tôi nói 'tin tức' là vì đây không phải là chứng cớ. Những tin tức này phải được xem xét kỹ càng," ông Gilani nói. Giới hữu trách Ấn Độ rõ ràng là họ không muốn có đụng độ quân sự với Pakistan, và tư lệnh tình báo Pakistan nói rằng sẽ không có chiến tranh vì cuộc tấn công ở Mumbai. "Chúng tôi chưa đến nổi điên," theo lời tư lệnh tình báo Pakistan, trung tướng Ahmed Shujaa Pasha, nói với tạp chí Der Spiegel của Đức. "Chúng tôi biết rất rõ kẻ thù của mình là bọn khủng bố chứ không phải Ấn Độ."
Những kẻ điều khiển bọn khủng bố đã nói với toán chiếm đóng trung tâm Do Thái là hãy bắn chết con tin nếu cần. "Nếu vẫn còn bị đe dọa thì các anh đừng để bị bận tâm bởi các con tin. Hãy bắn chết chúng ngay lập tức," một người ra lệnh cho toán khủng bố qua điện thoại. Có sáu con tin người Do Thái, kể cả một mục sư và bà vợ, đã bị giết bên trong trung tâm này.

## Chính phủ Pakistan không can dự
Vào thứ ba, 13/1, 2009 Ngoại trưởng Anh tin rằng chính phủ Pakistan không chỉ huy cuộc tấn công vào Mumbak, ngược với những cáo buộc từ phía chính phủ Ấn Độ rằng các cơ quan nhà nước đã dính líu vào vụ này. "Tôi đã từng tuyên bố công khai rằng tôi không tin cuộc tấn công đã do quốc gia Pakistan chỉ huy và tôi nghĩ rằng cần phải lặp lại điều này," Ngoại trưởng David Miliband lên tiếng trong một cuộc họp báo.
Lời tuyên bố của ông Miliband đã cho thấy sự bất đồng ý kiến giữa Ấn Độ và một số quốc gia đồng minh Tây Phương. Trong khi Ấn Độ tin rằng các cơ quan chính quyền Pakistan như thành phần quân báo có can dự, các nhà ngoại giao cho thấy không có đủ bằng cớ để chứng minh việc này. Thủ tướng Pakistan, Yousaf Raza Gilani, nhắc lại lời đề nghị của chính phủ ông là mở ra một cuộc điều tra hỗn hợp với Ấn Độ nhưng nói rằng hồ sơ Ấn chuyển giao không đủ để coi là chứng cớ. Ấn Độ tỏ ra bực bội về những gì họ coi là sự chần chờ của Pakistan trong việc có biện pháp mạnh với những người có liên hệ đến cuộc tấn công vào Mumbai.

## Danh sách những kẻ tấn công
- Nasir, bí danh Abu Umar (tham gia tấn công Nariman House)
- Abu Ali (tấn công Taj Palace)
- Soheb (tấn công Taj Palace)
- Fahad Ullah (tấn công Oberoi)[7]
- Azam Amir Qasab (còn sống)[8][9][10]
- Bada Abdul Rehaman (tấn công Taj Palace)
- Abdul Rehaman Chota (tấn công Oberoi)
- Ismal Khan (tấn công nhà ga CST)[11]
- Babar Imaran (tấn công Nariman House)
- Nazir, bí danh Abu Omer (tấn công Taj Palace)